# Muriel Furrer
Muriel Furrer (1 de julho de 2006 – 27 de setembro de 2024) foi uma ciclista suíça de montanha, estrada e ciclocross.
Em setembro de 2024 participou do Campeonato Mundial de Ciclismo 2024, onde faleceu aos 18 anos após sofrer uma queda durante a corrida.